# Euxoa cervinea
Euxoa cervinea là một loài bướm đêm trong họ Noctuidae.